# 스켈로코무스

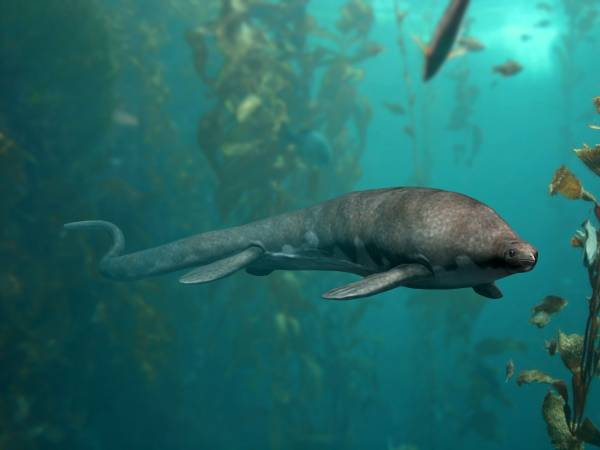

스켈로코무스(학명:Sclerocormus parviceps)는 어룡목 이스피호도사우루스과에 속하는 어룡이다. 지금은 멸종된 종으로서 전체적인 몸길이가 1.6m인 어룡에선 중형급의 몸집을 가진 어룡이다.

## 특징
스켈로코무스는 트라이아스기 초기에 멸종된 어룡이다. 이 화석은 중국 안후이성 중부에서 발견되었다.현재는 한 표본으로만 알려져 있지만 화석은 대부분이 완성되어 있어 어룡의 초기 진화에 대한 이해를 더욱 높이고 있다. 아르코사우루스과에 속하는 도마뱀인 스켈로모클루스와 혼동될 수가 있는 종이기도 하다. 스켈로코무스는 가장 가까운 근연종인 카토린쿠스보다 훨씬 더 크며 전체 몸길이는 1.6m에 가깝다. 그것의 비율은 짧고 튼튼한 몸통, 길이가 92cm가 넘는 매우 긴 꼬리, 짧고 좁은 코와 이빨이 없는 작은 두개골을 가진 기초 어류 중에서 특이했다. 카르토린쿠스처럼, 스켈로코르무스의 두개골은 넓으며 짧고 이빨 모양의 주둥이가 두개골 지붕보다 훨씬 좁다. 차오우사우루스의 12%, 후페후추스의 15%에 비해 두개골은 몸길이의 6.25%로 비정상적으로 짧다. 특이하게도 스켈로코무스의 비강은 카토린쿠스와 같은 특징인 코끝까지 뻗어 있다. 주둥이는 두개골 길이의 30%밖에 되지 않을 정도로 매우 짧다. 반대로 궤도는 매우 커서 두개골 길이의 3분의 1 이상을 차지한다. 상부 측두엽 회향은 크며 이빨이 없음에도 불구하고 강한 물림력을 나타낼 수 있다. 줄기는 짧고 튼튼하며 넓고 납작한 갈비뼈를 가지고 있다. 갈비뼈는 어깨가 가장 깊고 점차 얕아지며 카르토린카스와 비슷하지만 다른 어류 동물에서 볼 수 있는 더 둥근 밑면과는 대조적으로 직선적이고 일정한 경사를 형성한다. 광범위한 위 늑골 바구니가 아래쪽을 따라 양쪽에서 평행하게 2개씩 이어진다. 특히 두 계열의 내부는 평탄하고 겹치는 삼각형 모양의 뼈 조각으로 구성되어 있으며 이는 후페후치아의 상태와 유사하다. 경추와 등뼈는 높고 수직인 신경가시를 가지고 있으며 각 척추 사이에 작은 공간을 남기지 않도록 넓어진다. 이것은 후페후치아의 상태와 유사하지만 기초 어류 동물들의 간격이 잘 잡히고 뒤쪽으로 기울어진 가시와는 다르다. 이와는 대조적으로 꼬리 신경 가시는 넓이보다 낮고 끝이 둥글다. 꼬리 자체는 매우 길고 가늘며 최소 67개의 꼬리뼈로 이루어져 있으며 요행이 있었던 것으로 보이지는 않는다. 혈액 아치는 9번째 쌍 이상만 원위적으로 융합되는 독특한 형태를 가지고 있지만 다른 쌍과 달리 두개골에서는 V자형이나 Y자형이 아니라 U자형이다. 자궁경부 영역에서 2-5mm 크기의 작은 피부 소골이 보고되었으며 특이하게도 용각류의 골반 소골과 유사하다.후페후치아와는 달리 신경가시 위에 있는 골격은 없다. 완전한 이항식 이름인 스켈로코르무스 파르비셉스는 그리스어로 'stiff trunk'를 의미하고 라틴어로 '작은 두개골'을 의미하는데서 유래했다. 그 무거운 체격과 몸매 때문에 스켈로코무스는 카토린쿠스처럼 얕은 물에서 살았을 것이고 아마도 느린 수영선수였을 것이다. 좁고 이빨이 없는 코는 스켈로토무스가 부드러운 몸을 가진 먹이를 빨아들이기 위해 주사기처럼 압력을 집중시키기 위해 코를 사용하여 흡입 공급자였을 가능성이 있다는 것을 나타낸다. 몸에 비해 턱과 머리가 작기 때문에 스켈로코무스는 자신보다 훨씬 작은 먹이를 먹는 데 제한되었을 것이다. 분류학적으로 본다면 2016년에 장 외 연구진이 수행한 계통발생학적 분석에서 스켈로코무스는 기초 어류이며 카르토린카스의 자매 분류군으로 밝혀졌다. 장 외이 두 분류군을 위해 나소로스트라(코 부리)라는 새로운 분류군을 세웠는데 그 자체가 이크시오프테지아의 자매 분류군이다. 최근의 다른 분석과 마찬가지로 이크티오사우루스상과와 휴페수치아는 이크티오사우루스상과 자매군락으로 인식된다. 카토린쿠스의 완모형은 완전히 성숙하지 않았을 가능성이 있기 때문에 스켈로코르무스는 단순히 크거나 성숙한 카토린쿠스를 의미했을 가능성이 있다. 그러나 이는 사실이 아닌 것으로 밝혀졌다. 왜냐하면 두 속 사이에는 두 분류군을 구별할 수 있는 서로 다른 척추 전 수치와 위장의 형태를 포함한 상당한 해부학적 차이가 있었기 때문이다. 그래서 스켈로토무스에 대한 분지도는 2016년에 장(江) 등의 계통 발생을 단순화한 형태이다. 먹이로는 당대에 서식했던 작은 물고기, 요각류 등을 주로 잡아먹고 살았을 육식성의 어룡으로 추정되는 종이다.

## 생존시기와 서식지와 화석의 발견
스켈로토무스가 생존했었던 시기는 중생대의 트라이아스기 초기로서 지금으로부터 2억 4500만년전~2억 2000만년전에 생존했었던 종이다. 생존했었던 시기에는 중국을 중심으로 하는 동남아시아의 서부 태평양에서 주로 서식했었던 어룡이다. 화석의 발견은 2016년에 중국의 트라이아스기에 형성된 지층에서 중국의 고생물학자들에 의하여 처음으로 화석이 발견되어 새롭게 명명된 종이다.

## 같이 보기
- 파충류
- 중생대
- 트라이아스기
- 화석